# アタカマ宇宙論望遠鏡

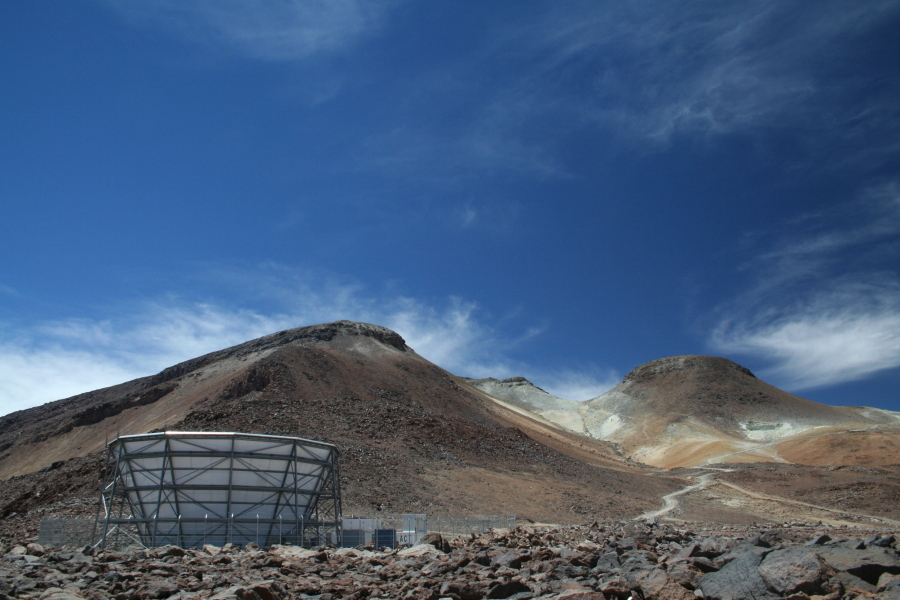
アタカマ宇宙論望遠鏡とセロ・トコ山(5604m)山頂。外から見えるのは、望遠鏡本体を取り巻くカップ状のグラウンド・スクリーンであり、本体は見えない。

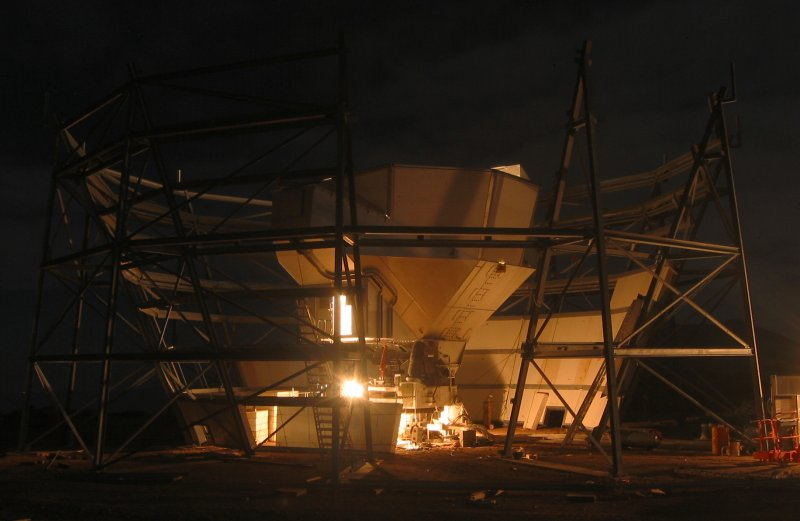
この写真では、まだグラウンド・スクリーンが完成していないので、望遠鏡本体が見える。

アタカマ宇宙論望遠鏡（アタカマうちゅうろんぼうえんきょう、英：Atacama Cosmology Telescope 、ACT）は、チリ北部、アタカマ砂漠のセロ・トコ山(5604m)の山頂近くに建設された6m電波望遠鏡である。宇宙マイクロ波背景放射 (cosmic microwave background radiation ； CMB)を研究するため、マイクロ波サーベイにおいて、高い分解能が得られるようにデザインされている。現在のところ、恒久的な地上設置望遠鏡としては最も高い、5190mの高度に設置されている 。
2007年の秋（南半球の）に建設され、2007年10月22日に、科学受信機である、Millimeter Bolometer Array Camera (MBAC)でファーストライトを観測し、2007年12月に最初のシーズンを完了した。第2シーズンは2008年6月から始まっている。
このプロジェクトは、以下の研究機関の共同事業である。プリンストン大学、ペンシルベニア大学、ゴダード宇宙飛行センター (NASA/GSFC)、ブリティッシュコロンビア大学、アメリカ国立標準技術研究所、Pontifical Catholic University of Chile、University of KwaZulu-Natal、カーディフ大学、ラトガース大学、ピッツバーグ大学、コロンビア大学、ハバフォード大学、INAOE (Mexico)、 ローレンス・リバモア国立研究所、ジェット推進研究所、トロント大学、ケープタウン大学、マサチューセッツ大学、ニューヨーク市立大学。また、アメリカ国立科学財団から資金供給を受けている。

## 設計と設置場所
ACTは、6mの主鏡と2mの副鏡を持つ、オフ・アクシズ (off-axis ； 望遠鏡の光学的対称軸が装置の中心軸と一致しない) グレゴリー式望遠鏡である。どちらのミラーも分割式であり、主鏡は71枚、副鏡は11枚のアルミニウム製パネルから構成される。
観測中に、回転する星野を追尾する他の望遠鏡と異なり、典型的には5°幅の星野のストリップ（細長い領域）を、
アジマス方向（水平方向）に、毎秒2°という相対的に速い速度で、行きつ戻りつしながら観測する。望遠鏡の回転部分は約32トンの重さがあり、技術的には相当の困難を引き起こした。望遠鏡の周囲に配置されたグランド・スクリーンが、地表から放射されるマイクロ波による受信信号の汚染を最小限に抑えるようになっている。望遠鏡の設計、製造および建設は、カナダブリティッシュコロンビア州バンクーバーにあるDynamic Structuresにより行なわれた。
観測は、3つの周波数145GHz、215GHzおよび280GHzで行なわれ、分解能は約1分角(アークミニット＝1/60°)である。各周波数は、それぞれ3cmx3cmの1024素子アレー検出器で測定されるので、検出器の総数は3072個である。
検出器は、新技術の超伝導転移端センサー(TES)であり、その高感度はCMBの温度を数万分の1Kの誤差で測定することを可能にする 。この検出器は、低温ヘリウム冷却システムによって絶対温度1/3Kに保たれている。
現在予定されているサーベイでは、ACTは約200平方度の星野の地図作成を行なうことになっている 。
大気中の水蒸気がCMBの測定を汚染するマイクロ波を放射するので、アタカマ砂漠のアンデス山脈中のチャナントール(Chajnantor)平原という、乾燥した高高度の(しかも、アクセスも比較的容易な)置局は、望遠鏡にとって利益がある。Cosmic Background Imager (CBI)、ASTE望遠鏡、なんてん、Atacama Pathfinder Experiment (APEX)および アタカマ大型ミリ波サブミリ波干渉計 (ALMA)を含む、他のいくつかの天文台もこの地域に置かれている。

## 科学的な目標
COBE、BOOMERanG experiment、 WMAP、Cosmic Background Imager (CBI)その他の実験が行なったCMBの測定は、われわれの宇宙論の知識を、特に宇宙の初期の進化について、大幅に向上させた。
さらに高い分解能でのCMB観測は、現在の知識の正確さを向上させるだけではなく、新しいタイプの測定を可能とするであろうと期待されている。ACTの分解能であれば、スニヤエフ・ゼルドビッチ効果（これによって、銀河団がCMBに痕跡を残す）が顕著になるであろう。この検出方法のすごいところは、赤方偏移に無関係に銀河団の質量が測定可能なことである。つまり、極めて遠方の、太古の銀河団を、近くの銀河団と同様に容易に検出できるということである。
ACTが1000個オーダーのこのような銀河団を検出することが期待されている。 可視光線とX線による追跡調査と組み合わせることにより、これはビッグバン以来の宇宙の構造の進化についての構図を与えるであろう。また、他の結果とともに、これは、ミステリアスなダークエネルギー（宇宙の支配的な構成要素に見える）の性質についての、われわれの知識を向上させるであろう。
南極点望遠鏡も同様の、しかし相補的な、科学的目標を持っている。

## 現在までの成果
ACT運営チームはCMBの温度分布の統計的な性質に関する観測結果を2010年1月にリリースしている。また、分解能以下の点源とSZ効果によるものと考えて矛盾のない、数個の信号を検出している。2011年には、初めてのマイクロ波背景放射の重力レンズ効果によるスペクトル密度の検出を行っており、これはWMAPの観測結果と組合されて、純粋な宇宙背景放射の測定による暗黒エネルギーの存在証拠を初めて提示することとなった。ただし、実は後になって分かったことであるが、南極点望遠鏡がACTに先立って公表していたCMBのスペクトル密度は、既にACTよりもさらに有意に、純粋な宇宙背景放射の測定による暗黒エネルギーの存在証拠を与えていたのである
。